# Dekkhina Thiri
Dekkhina Thiri är en kommun i Myanmar. Den ligger i den centrala delen av landet, 8 km sydväst om huvudstaden Naypyidaw.